# Brauerei Wieninger

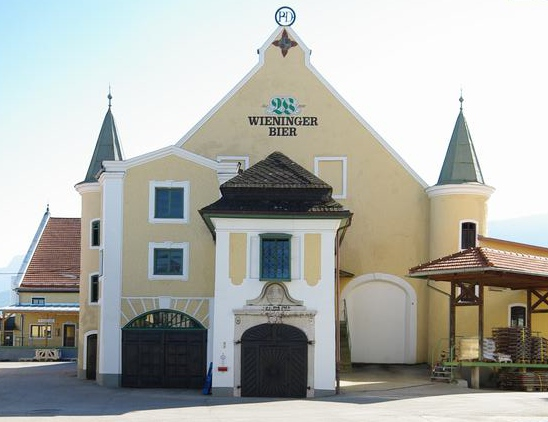
Gebäude der Brauerei aus dem späten 19. Jahrhundert

Die Brauerei Wieninger (vollständige Firmenbezeichnung: Privatbrauerei M.C. Wieninger GmbH & Co. KG) ist eine Brauerei im oberbayerischen Teisendorf im Berchtesgadener Land. Der Jahresausstoß liegt bei etwa 100.000 Hektolitern.

## Geschichte
Erstmals urkundlich erwähnt wird die Brauerei in Teisendorf um 1600. Aufgrund häufigen Streits zwischen dem Brauereibesitzer und dem Erzstift Salzburg, zu dessen Territorium damals auch Teisendorf gehörte, erwarb 1666 das Erzstift die Brauerei. Nach der Säkularisation kaufte sie 1813 der aus Trautmannsdorf im Bayerischen Wald stammende Wirtssohn Philipp Wieninger (1767–1835), der bislang mit seiner Frau die Hilz'sche Kaiserhütte in Schönau am Lusen führte. Später erwarb er auch die damalige Klosterbrauerei in Höglwörth. Nachfolger war sein Sohn Max Christian Wieninger, auf den die heutige Firmenbezeichnung zurückgeht. Die Familie Wieninger, in deren Besitz sich die Brauerei bis heute befindet, hat seither auch zahlreiche Gaststätten in der Region sowie den Fischerbräu in Reichenhall erworben.
Da es sich bei den Wieningers um eine Wirte- und Brauerdynastie handelte, gab es weitere Brauereien Wieninger, unter anderem in Vilshofen, Dachau, Fürstenzell, Schärding, Pilsting und München.

## Produkte

### Bier
Das Sortiment der Brauerei umfasst fast zwei Dutzend unterschiedliche Biersorten. Neben diversen Weizenbiersorten produziert die Brauerei auch Export- und Pilsbiere sowie Dunkelbiere. Auch ein im Alkoholgehalt reduziertes Leichtes Weißbier („Federweizen“) und Biermischgetränke wie Radler oder die „Bügel-Goaß“ werden ganzjährig angeboten. Dieses Sortiment wird regelmäßig durch Sonderabfüllungen im Rahmen von Jubiläen der Brauerei oder Feiertagen ergänzt. Seit mehreren Jahren wird zusätzlich auch wieder in Flaschen mit Bügelverschluss abgefüllt. Dieser Flaschentyp verursacht bei Anschaffung, Reinigung und Befüllung höhere Kosten und wird somit nur aus Werbegründen angeboten.

### Bierwerkstatt
Seit 2012 wird in der hauseigenen „Bierwerkstatt“ regelmäßig ein Bier in sehr geringer Menge gebraut. Diese Sonderabfüllungen werden in 0,75-Liter-Flaschen mit Bügelverschluss angeboten. Die eigens für diesen Zweck angeschafften Geräte sind für solch kleine Mengen ausgelegt und werden traditionell in Hausbrauereien eingesetzt. Für die Sonderabfüllungen werden Biere abgefüllt, für die man alte Getreidesorten und besondere Zusammensetzungen der Zutaten verwendet. Diese Biere weisen meist einen höheren Alkoholgehalt auf.

### Mineralwasser und Limonaden
Die Brauerei füllt zudem ein Tafelwasser der hauseigenen Marke „Alpenfels“ und die Limonaden von Libella selbst ab.

## Vertrieb

### Lieferservice
Mit über einem Dutzend Mitarbeiter liefert die Brauerei sowohl eigene als auch Partnerprodukte zu den Kunden nach Hause. Das Liefergebiet umfasst die Landkreise Berchtesgadener Land und Traunstein, Teile der Landkreise Rosenheim, Mühldorf und Altötting sowie einen Teil des Land Salzburg in Österreich.

### Getränkemärkte
Die TOP Getränke Abholmarkt GmbH ist eine Tochtergesellschaft der Brauerei und bietet an unterschiedlichen Standorten im Liefergebiet der Brauerei sowohl die Produkte der Firma Wieninger und deren Partner, als auch die Produkte anderer regionaler und überregionaler Brauereien an.

## Eigentumsverhältnisse
Den größten Unternehmensanteil an der Brauerei hält Christian Wieninger, der auch einer der beiden Geschäftsführer der Brauerei ist. An der persönlich haftenden Gesellschafterin, der Wieninger Verwaltungsgesellschaft mbH ist er mit 58 Prozent beteiligt, am Unternehmen insgesamt mit 41 Prozent des Kapitals. Weitere Personen halten jeweils Anteile von maximal 17 Prozent.